# Salón de la fama Padres de San Diego

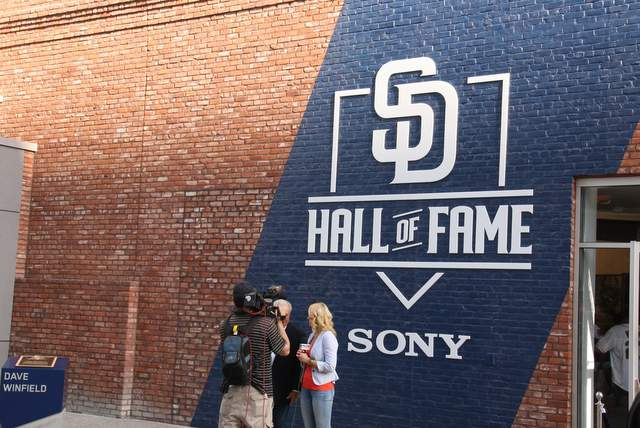
Apertura del Salón de la fama de los Padres de San Diego en el Petco Park el 1 de julio de 2016

Los Padres de San Diego es un equipo de béisbol profesional americano perteneciente a la Liga Mayor de Béisbol (MLB por sus siglas en inglés) con base en San Diego, California. El club fue fundado en 1969 durante la expansión de la liga. La salón de la fama del equipo, creado en 1999 para conmemorar el 30.º aniversario del club, reconoce jugadores, entrenadores, y ejecutivos quiénes han hecho contribuciones clave a la franquicia. La votació es conducida por un comité de 35 miembros. Los candidatos típicamente tienen que esperar al menos dos años después de retirarse para ser elegibles y convertirse en miembros, sin embargo, Tony Gwynn estuvo seleccionado al finalizar la temporada en 2001 antes del último juego del año. Fue también el primero del Salón de la Fama en ser electo por unanimidad. Actualmente son 11 los miembros en el salón de la fama, los más recientes ingresos son Benito Santiago y Garry Templeton en 2015. Los nuevos miembros son presentados en una exhibición en el estadio del equipo, el Petco Park.
El ganador del premio Cy Young, Randy Jones, el primera base emergente Nate Colbert, y el dueño anterior del equipo Ray Kroc fueron elegidos para inaugurar el Salón de la Fama de los padres, por un comité de 24 panelistas que incluía 18 miembros de los medios de comunicación que habían cubierto periodisticamente el equipo durante al menos siete años, cuatro representantes de los Padres, un representante de la Sociedad Histórica de Béisbol de San Diego y Madres—una organización de San Diego que promueve el béisbol. Cuándo fue anunciado el ingreso al Salon de la Fama de Hoffman en 2014, el presidente de los Padres Mike Dee declaró que la afiliación al Salón de la Fama, necesitaba ser expandida "para quienes posiblemente no fueron elegidos para un Salón de la Fama [en el basebal nacional] en su carrera como el caso de Trevor." La elección de Hoffman fue la primera desde cuando el director era Dick Williams' en 2009, y luego que los anteriores John Moore y Jeff Moorad habían descuidado el Salón. El equipo de los Padres es dirigido por su nuevo propietario Ron Fowler ha enfatizado que es necesaria una reorganizació del Salón de Fama, incluida la elección de Hoffman y planes futuros para reubicar y redefinir la exposición de la sala de exposiciones en el Petco Park.
La exposición abrió el 1 de julio de 2016, en la Plaza del Salon de la Fama de los Padres, el cual está localizado cerca de la entrada al campo izquierdo del parque en la parte trasera del edificio de la Wertern Metal Supply Company. Las nuevas instalaciones son parte de las festividades por el Juego de Estrellas de la MLB 2016, el cual se realizarà en el Petco Park. La plaza es un tributo no sólo a la historia del club en liga mayor, sino también a la historia del béisbol en San Diego, incluyendo el Padres de la Liga de la Costa del Pacífico (PCL, por sus siglas en inglés). El mismo día la Plaza abrió, los Padres introdujeron al Salon de la Fama el nativo Ted Williams. Jugó para el PCL Padres en 1936 y 1937, y es también un miembro del Salón de la Fama del Béisbol Nacional. La Plaza del Salón de la Famaen Petco originalmente tenía que ser nombrada en honor del entonces -comisario de la MLB- Bud Selig, pero el club Padres reconsideró después de recibir reacciones negativas de parte de los medios de comunicación y de los aficionados. Esta también en los planes para La Plaza incluir eventuales monumentos de los más famosos e históricos miembros de los Padres.

## Miembros

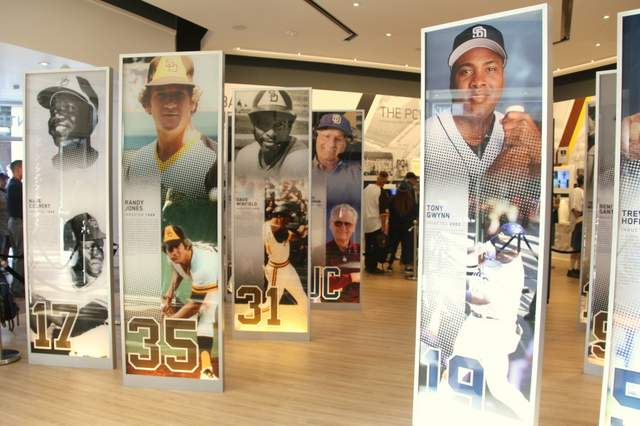
Retratos de algunos miembros (de izquierda a derecha) Nate Colbert, Randy Jones, Dave Winfield, Jerry Coleman, y Tony Gwynn

| Miembro                                                   | Año oficialmente introducido como miembro             |
| Nombre                                                    | Nombre del miembro                                    |
| Posición                                                  | Posición de jugador u otra función                    |
| Años                                                      | Años con los Padres de San Diego                      |
| Núm.                                                      | Número en el Uniforme con los Padres (sólo jugadores) |
| Miembro del Salón de la Fama del Béisbol Nacional y Museo |                                                       |
| Número retirado por los Padres                            |                                                       |

| Miembro | Nombre                                 | Posición             | Años                        | Núm.  | Ref    |
| ------- | -------------------------------------- | -------------------- | --------------------------- | ----- | ------ |
| 1999    | Jones, RandyRandy Randy Jones          | P                    | 1973@–1980                  | 35^   | [ 1 ]  |
| 1999    | Colbert, NateNate Nate Colbert         | 1B                   | 1969@–1974                  | 17    | [ 1 ]  |
| 1999    | Kroc, RayRay Ray Kroc                  | Dueño                | 1974@–1984                  | @–    | [ 1 ]  |
| 2000    | Winfield, DaveDave Dave Winfield*      | DE                   | 1973@–1980                  | 31^   | [ 16 ] |
| 2001    | Bavasi, BuzzieBuzzie Buzzie Bavasi     | Presidente           | 1969@–1977                  | @–    | [ 1 ]  |
| 2001    | Coleman, JerryJerry Jerry Coleman      | Announcer / Director | 1972@–2013                  | 2     | [ 1 ]  |
| 2002    | Gwynn, TonyTony Tony Gwynn*            | DE                   | 1982@–2001                  | 19^   | [ 1 ]  |
| 2009    | Williams, DickDick Dick Williams*      | Director             | 1982@–1985                  | 23    | [ 17 ] |
| 2014    | Hoffman, TrevorTrevor Trevor Hoffman   | P                    | 1994@–2008                  | 51^   | [ 18 ] |
| 2015    | Santiago, BenitoBenito Benito Santiago | C                    | 1986-1992                   | 9, 09 | [ 3 ]  |
| 2015    | Templeton, GarryGarry Garry Templeton  | SS                   | 1982@–1991                  | 1     | [ 3 ]  |
| 2016    | Williams, TedTed Ted Williams          | DE                   | 1936@–1937[más bajo-alfa 1] | 19    | [ 13 ] |
| 2016    | Caminiti, KenKen Ken Caminiti          | 3B                   | 1995@–1998                  | 21    | [ 13 ] |
| 2017    | McKeon, Jack Jack McKeon               | Gerente general      | 1980@–1990                  | 15    | [ 19 ] |
| 2018    | Towers, Kevin Kevin Towers             | Gerente general      | 1995@–2009                  | -     | [ 20 ] |